# Vodní plyn
Vodní plyn je látka získávaná zplyňováním koksu, případně uhlí. Slouží buď jako palivo (pro svícení a vytápění v domácnostech i v průmyslu), nebo jako meziprodukt chemické výroby. Připravuje se tak, že se vodní pára vede přes koks rozžhavený na vysokou teplotu. Vodní plyn vzniká endotermickou reakcí
C + H2O → CO + H2

## Složení
- Oxid uhelnatý - jedovatý
- Vodík - explozivní

## Lowův proces
V roce 1873 si patentoval profesor Thaddeus S. C. Lowe postup výroby vodíku, který využíval dodatečnou konverzi vzniklého vodního plynu:
CO + H2O → CO2 + H2
Proces byl objeven při zkoumání procesů probíhajících při průchodu vysokotlaké páry vrstvou horkého uhlí, což je hlavní zdroj koksárenského plynu. Lowe tento proces zdokonalil tak, že uhlí zůstávalo v přehřátém stavu, což umožnilo velkokapacitní výrobu tohoto plynu. Proces poskytuje směs oxidu uhličitého a čistého vodíku, která je po ochlazení prováděna přes vodní páru. Poté získáme čistý vodík.